# Douglas Smith (historicus)
Douglas Smith (Minnesota, 1962) is een Amerikaans geschiedkundige en schrijver. Hij schreef meerdere toonaangevende historische werken over Rusland.

## Biografie
Smith studeerde Duits en Russisch aan de universiteit van Vermont en hij behaalde een PhD in Geschiedenis aan de universiteit van Californië in Los Angeles.
Smith was werkzaam in Rusland voor de Amerikaanse overheid. Hij schreef onder andere voor The New York Times en Wall Street Journal. Daarnaast is hij analist voor Russische zaken voor Radio Free Europe.
Hij is getrouwd en heeft twee kinderen en is woonachtig in Seattle

## Erkentelijkheden
- - Guggenheim Fellowship
- 2013 - inaugural Pushkin House Russian Book Prize
- 2016 - Finalist James Tait Black Memorial Prize

## Publicaties
Smith heeft meerdere publicatie op zijn naar waaronder volgende boeken:
- Working the Rough Stone: Freemasonry and Society in Eighteenth-Century Russia(1999)[3]
- Love and Conquest: Personal Correspondence of Catherine the Great and Prince Grigory Potemkin(2004)[4]
- The Pearl: A True Tale of Forbidden Love in Catherine the Great's Russia (2008)[5]
- Former People: The Final Days of the Russian Aristocracy (2012)[6]
- Rasputin: Faith, Power, and the Twilight of the Romanovs (2016)[7]
- The Russian Job: The Forgotten Story of How America Saved the Soviet Union from Ruin (2019)[8]